# Suite logicielle
Pour les articles homonymes, voir Suite.
Ne doit pas être confondu avec Progiciel ou Paquet (logiciel).
Une suite logicielle ou une suite d'application est une collection de logiciels, habituellement des logiciels applicatifs, offrant des fonctionnalités liées, et possédant souvent une interface graphique plus ou moins similaire (lorsqu'une charte graphique est établie). 
Les éditeurs de logiciels proposent parfois leurs produits de façon intégrée dans des suites logicielles appelées alors progiciel intégré. Ces offres sont souvent plus avantageuses vis-à-vis des coûts (achat, installation, maintenance, etc.) que l'achat individuel.

## Exemples
- Suite bureautique, collection d'application bureautique
- Suite internet, lot d'application de communication réseau basé sur la suite des protocoles Internet
- Suite graphique, collection d'application dédiée au graphisme
- Environnement de développement, suite d'outils de programmation (en)
- Suite de sécurité, ensemble de logiciel de sécurité (antivirus, pare-feu, gestionnaire de mots de passe, etc.)
- Suite d'utilitaires, collection de logiciels utilitaires (ex: Norton Utilities)